# Grizon
Grizon (Galictis) – rodzaj ssaków z podrodziny Ictonychinae w obrębie rodziny łasicowatych (Mustelidae).

## Rozmieszczenie geograficzne
Rodzaj obejmuje gatunki występujące w Ameryce od Meksyku po Argentynę.

## Morfologia
Długość ciała (bez ogona) 28–55 cm, długość ogona 12–19,3 cm; masa ciała 1–3,3 kg.

## Systematyka
Rodzaj zdefiniował w 1826 roku angielski zoolog i herpetolog Thomas Bell w artykule zatytułowanym Prace towarzystw naukowych na tematy związane z zoologią opublikowanym na łamach „The Zoological journal”. Gatunkiem typowym jest (oznaczenie monotypowe) grizon większy (G. vittata).

### Etymologia
- Mustela: łac. mustela ‘łasica’, od zdrobnienia mus, muris ‘mysz’[19]. Gatunek typowy (oznaczenie monotypowe): Mustela gujanensis Bechstein, 1799 (= Viverra vittata von Schreber, 1776).
- Galictis (Gallictis): gr. γαλεη galeē lub γαλη galē „łasica”; ικτις iktis, ικτιδις iktidis „łasica”[20].
- Grison i Grisonia: zlatynizowana zwyczajowa nazwa tego gatunku, od fr. gris ‘szary’; przyrostek zdrabniający -on[21]. Gatunek typowy (oznaczenie monotypowe): Viverra vittata von Schreber, 1776.
- Gulo: łac. gulo, gulonis ‘żarłok’, od gula ‘obżarstwo, apetyt’[22]. Gatunek typowy: Desmarest wymienił kilka gatunków – Viverra capensis von Schreber, 1776, Viverra vittata von Schreber, 1776, Gulo barbatus Desmarest, 1821 (= Mustela barbara Linnaeus, 1758) i Gulo arcticus A.G. Desmarest, 1821 (= Ursus gulo Linnaeus, 1758) – nie wskazując typu nomenklatorycznego.
- Mamgalictisus: modyfikacja zaproponowana przez meksykańskiego przyrodnika Alfonso Luisa Herrerę w 1899 roku polegająca na dodaniu do nazwy rodzaju przedrostka Mam (od Mammalia)[23].
- Grisonella: rodzaj Grison Oken, 1816; łac. przyrostek zdrabniający -ella[13]. Gatunek typowy (oznaczenie monotypowe): Mustela cuja G.I. Molina, 1782.

### Podział systematyczny
Do rodzaju należą następujące występujące współcześnie gatunki:
| Grafika | Gatunek          | Autor i rok opisu    | Nazwa zwyczajowa | Podgatunki   | Rozmieszczenie geograficzne | Podstawowe wymiary                          | Status IUCN |
| ------- | ---------------- | -------------------- | ---------------- | ------------ | --- | ------------------------------------------- | ----------- |
|         | Galictis cuja    | (G.I. Molina, 1782)  | grizon mniejszy  | 4 podgatunki | od południowo-wschodniego Peru, zachodniej Boliwii oraz środkowej i wschodniej Brazylii, przez Paragwaj i Urugwaj do Chile i Argentyny; zakres wysokości: 0–4200 m n.p.m. | DC: 28–50 cm DO: 12–19,3 cm MC: 1–2,5 kg    | LC          |
|         | Galictis vittata | (von Schreber, 1776) | grizon większy   | 4 podgatunki | od wschodniego Meksyku na południe, przez Amerykę Środkową i Południową do Boliwii i środkowej Brazylii; zakres wysokości: 0–2000 m n.p.m.                                | DC: 47–55 cm DO: około 16 cm MC: 1,4–3,3 kg | LC          |

Kategorie IUCN:  LC  – gatunek najmniejszej troski.
Opisano również gatunki wymarłe z plejstocenu dzisiejszej Argentyny:
- Galictis hennigi (Rusconi, 1932)[27]
- Galictis sorgentinii Reig, 1957[28]